# Hydromanicus nieuwenhuisi
Hydromanicus nieuwenhuisi är en nattsländeart som beskrevs av Georg Ulmer 1951. Hydromanicus nieuwenhuisi ingår i släktet Hydromanicus och familjen ryssjenattsländor. Inga underarter finns listade i Catalogue of Life.